# David Pinho
Antonio David Pinho Gomes (Minas Gerais; 1945) es un exfutbolista brasileño que se desempeñaba como delantero.

## Trayectoria
Empezó como jugador de Bangu entre 1964 y 1968, de ahí se marchó al Águila de la Primera División de El Salvador, convirtiéndose en una de sus mayores figuras. Estuvo prestado con los clubes Alianza, Platense de El Salvador y Platense de Honduras.

## Clubes
| Club                        | País        | Año       |
| --------------------------- | ----------- | --------- |
| Bangu                       | Brasil      | 1964-1968 |
| Águila                      | El Salvador | 1968-1983 |
| Alianza (cesión)            | El Salvador | 1971      |
| Platense Municipal (cesión) | El Salvador | 1975      |
| Platense (cesión)           | Honduras    | 1981      |

## Palmarés

### Títulos nacionales
| Título           | Equipo | País        | Año     |
| ---------------- | ------ | ----------- | ------- |
| Primera División | Águila | El Salvador | 1972    |
| Primera División | Águila | El Salvador | 1975-76 |
| Primera División | Águila | El Salvador | 1976-77 |

### Títulos internacionales
| Título                           | Equipo             | País        | Año  |
| -------------------------------- | ------------------ | ----------- | ---- |
| Copa Fraternidad Centroamericana | Platense Municipal | El Salvador | 1975 |
| Copa de Campeones de la Concacaf | Águila             | El Salvador | 1976 |